# Веркор (писател)
Веркор (псевдоним на Жан Брюлер, Jean Marcel Adolphe Bruller) (26 февруари 1902, Париж, Франция – 10 юни 1991, Париж, Франция) – френски писател балестрист и художник илюстратор, деец от Съпротивата.
Творчеството му е с хуманистичен и антивоенен патос. Автор с много изострено чувство за политическа актуалност, в последната си повест „Вълчи капан“ (1979) той се ориентира към една много интересна тема, в която политическата и нравствено-етичната проблематика тясно се преплитат – темата за престъпленията на фашизма. Повестта доказва по художествен път убеждението на Веркор, че няма и не бива да има прошка за фашистките престъпления.

## Биография
Жан Марсел Адолф Брюлер (Веркор) е роден на 26 февруари 1902 г. в Париж.
През 1923 завършва образованието си и е инженер-електротехник. Предпочита да се занимава с изобразително изкуство, журналистика и белетристика.
От 1930 до 1939 редовно издава албуми с карикатури.
Изчезването му от артистичния хоризонт като автор на хумористични приключения, рисувани от самия него, не се свързва с появата на нова, непозната личност в политическата борба във Франция по времето на нейната окупация.
През 1942 се включва активно в Съпротивата и участва до края на съществуването на Вишистка Франция. Публикува нелегално повестта „Мълчанието на морето“.
През 1957 г. отказва да приеме „Почетния легион“ – заради възмущението си от политиката на френското правителство във войната с Алжир и в знак на протест срещу действията на френските парашутисти.

## За псевдонима
Името Веркор е известно като географско понятие, свързано с предпланините на Алпите в Югоизточна Франция. Свързано е и с успехите на партизаните в тази част на Франция. Псевдонимът Веркор има алегорично значение и е символ на вярата в победата. Чак след края на войната става известно кой е публицистът и организаторът на нелегалните издания „Минюи“.

## Творчество
- „Мълчанието на морето“ – повест – 1942 г.
- „Път към звездата“ – роман – 1943 г.
- „Повече или по-малко човек“ – публицистика – 1950 г.
- „Силата на светлината“ – роман – 1951 г.
- „Хора или животни“ – роман – 1952 г.
- „Следи на пясъка“ – роман – 1954 г.
- „Гняв“ – роман – 1956 г.
- „По брега“ – разкази – 1958 г.
- „Силва“ – роман – 1960 г. и др.
- "Анверският тигър"- роман - 1986 г.